# 검은쌀쥐
검은쌀쥐(Melanomys caliginosus)는 비단털쥐과에 속하는 설치류의 일종이다. 중앙아메리카의 온두라스와 니카라과, 코스타리카, 파나마, 남아메리카의 베네수엘라, 콜롬비아, 에콰도르에서 발견된다. 현재 Melanomys caliginosus에 속하는 개체군에는 사실상 한 종 이상이 포함될 수도 있다.